# Courances
Courances  [kuʁɑ̃s] je francouzská obec v departementu Essonne, v regionu Île-de-France, 47 kilometrů jihovýchodně od Paříže.

## Geografie
Sousední obce: Dannemois, Cély, Moigny-sur-École, Fleury-en-Bière a Milly-la-Forêt.

## Vývoj počtu obyvatel
Počet obyvatel

## Osobnosti obce
- Nina Ricci, módní návrhářka, je zde pohřbena

## Památky
- Château de Courances ze 17. století